# Chanté Adams
Chanté Adams (née le 16 décembre 1994,) est une actrice américaine. Elle joue dans le biopic Roxanne Roxanne de 2017, pour lequel elle a reçu le prix spécial du jury du Festival du film de Sundance de la découverte de l'année.

## Biographie
Adams naît et grandit à Détroit, dans le Michigan,. Elle commence la comédie alors qu'elle étudie au lycée technique Cass.
Elle obtient une licence à l'École d'art dramatique de l'université Carnegie Mellon, après quoi elle déménage à New York pour poursuivre une carrière d'actrice,.
Un mois après son arrivée à New York, elle est invitée à auditionner pour le rôle principal dans un film biographique sur la rappeuse Roxanne Shanté, Roxanne Roxanne. Elle reçoit le prix spécial du jury du Festival du film de Sundance de la découverte de l'année.
Adams joue dans les films Monsters and Men (2018), Bad Hair (2020), et The Photograph (2020).
En 2021, elle joue avec Michael B. Jordan dans le drame romantique A Journal for Jordan, réalisé par Denzel Washington. En 2022, elle joue dans Une équipe hors du commun, avec D'Arcy Carden, Abbi Jacobson, Roberta Colindrez, Kelly McCormack et Priscilla Delgado.